# アライアンスTW

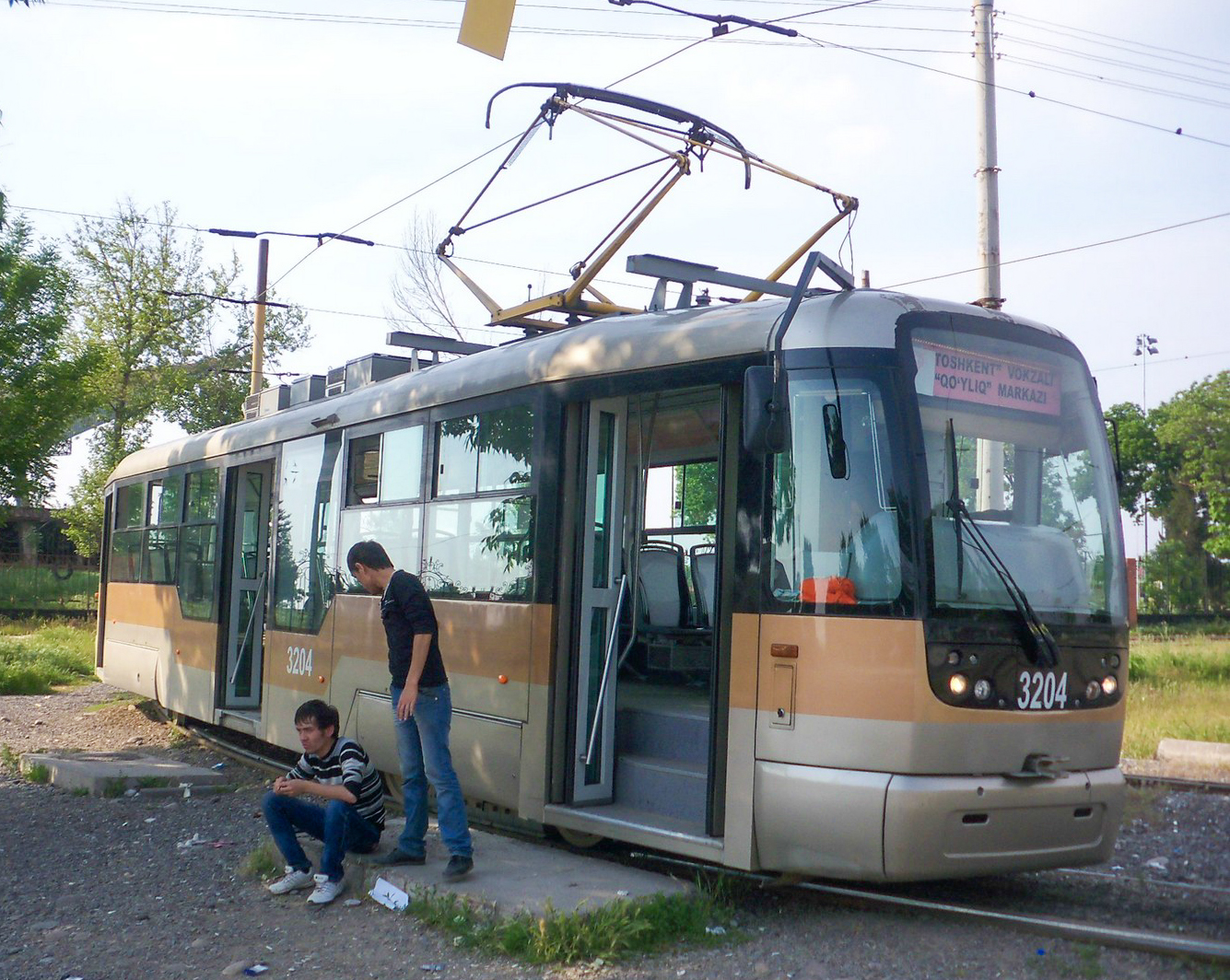
ヴァリオLF（ボギー車）

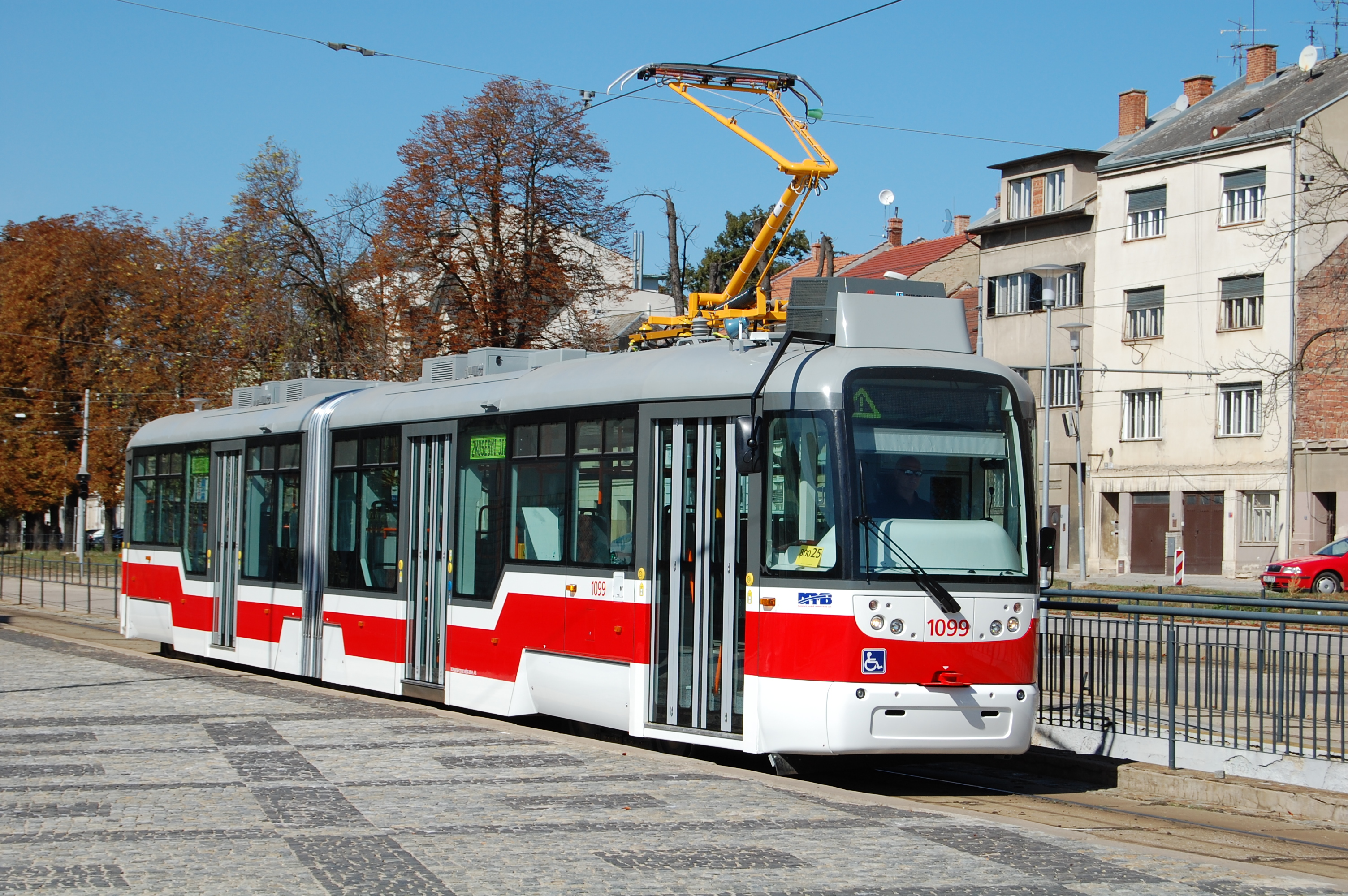
ヴァリオLF2（2車体連接車）

アライアンスTW（Aliance TW Team）は、チェコに本社を置く企業3社によって構成される企業グループ。チェコやスロバキアを中心に、路面電車車両の新造や旧型車両の近代化を行っている。

## 概要
チェコスロバキアが社会主義国家であった時代、同国の路面電車車両はプラハに工場を有したČKDタトラが生産を行っていた。だが、チェコスロバキアを含む東側諸国の民主化やビロード離婚に伴うチェコ・スロバキアの分離などの社会情勢の変化によりČKDタトラの需要は大幅に減少し、2000年に倒産した。その一方、分離後のチェコでは同社が製造した路面電車車両・タトラカーの近代化を目的に路面電車事業に参入する事業者が現れており、その1つが以下の3社によって2001年に設立された企業グループのアライアンスTWである。
- プラゴイメックス（Pragoimex s.v.） - 1991年に設立された株式会社。アライアンスTWの中心企業で、路面電車車両の製造・近代化改造に加え、鉄道車両やトロリーバスの部品や主電動機の製造、交通工学に基づいた設計作業を実施する[6][4]。
- クルノフ修理機械工場（Krnovské opravny a strojírny s.r.o.、KOS） - 元は1872年のオロモウツ - オパヴァ線開通に併せてクルノフ（英語版）で操業を開始した、鉄道車両の修繕や部品製造を担当する工場で、1992年に鉄道車両の修理工場・機械工場の民営化が決定した事に伴い有限会社として再出発を遂げた。客車や貨車の製造や改造、鉄道車両の部品製造、歴史的車両の修繕も行っており、チェコやスロバキアのみならずポーランド、ロシア、フランス、イギリスなどヨーロッパ各国に実績を残している[2]。
- VKVプラハ（VKV Praha s.r.o.） - 1996年に設立された有限会社。アライアンスTWの一員として路面電車車両の設計等に携わる一方、2003年以降鉄道車両用の真空トイレシステムの製造も行っており、チェコにおいて最大のシェアを獲得している[7][8]。

設立当初はチェコやスロバキアの各都市に導入されていたタトラT3の近代化工事が主体であったが、2004年から展開が始まったヴァリオLF（VarioLF）を皮切りに超低床電車（部分超低床電車）市場に参入し、T3の台車や機器を流用した車両に加えてアライアンスTWの独自車両の生産も始まった。2015年には車内全体の床面高さを350 mmに統一した100％超低床電車であるEVOが発表されている。これらの車両開発はプラゴイメックスが中心となって行われ、設計や試験はVKVプラハが担当し、製造にはクルノフ修理機械工場の施設が用いられる。2020年現在、チェコやスロバキア各都市の路面電車に加えてロシア連邦やウズベキスタンでも納入実績を残している。

## 主要製品
| アライアンスTW 主要製品 | アライアンスTW 主要製品 | アライアンスTW 主要製品 | アライアンスTW 主要製品 | アライアンスTW 主要製品 | アライアンスTW 主要製品                       |
| 形式                    | 車種                    | 運転台                  | 編成                    | 低床率                  | 備考                                          |
| ----------------------- | ----------------------- | ----------------------- | ----------------------- | ----------------------- | --------------------------------------------- |
| T3R.EV                  | 機器流用車 (タトラT3)   | 片運転台                | 単車(ボギー車)          | 0%                      | [ 9 ]                                         |
| T3R.PV                  | 機器流用車 (タトラT3)   | 片運転台                | 単車(ボギー車)          | 0%                      | [ 10 ]                                        |
| ヴァリオLF              | 新造車                  | 片運転台                | 単車(ボギー車)          | 36%                     | [ 11 ] [ 12 ]                                 |
| ヴァリオLFR.E           | 機器流用車 (タトラT3)   | 片運転台                | 単車(ボギー車)          | 36%                     | [ 5 ]                                         |
| ヴァリオLFR.R           | 機器流用車 (タトラT3)   | 片運転台                | 単車(ボギー車)          | 36%                     | [ 5 ]                                         |
| T3R.PLF                 | 機器流用車 (タトラT3)   | 片運転台                | 単車(ボギー車)          | 36%                     | [ 11 ] [ 13 ]                                 |
| T3R.SLF                 | 機器流用車 (タトラT3)   | 片運転台                | 単車(ボギー車)          | 36%                     | [ 11 ] [ 13 ] [ 14 ]                          |
| ヴァリオLF プラス       | 新造車                  | 片運転台                | 単車(ボギー車)          | 36%                     | ヴァリオLFから高床部分の床面高さを下げた形式  |
| ヴァリオLF プラス/o     | 新造車                  | 片運転台                | 単車(ボギー車)          | 36%                     | オロモウツ市電向け車両 乗降扉は両側面に存在   |
| ヴァリオLF2.E           | 新造車                  | 片運転台                | 2車体連接車             | 43%                     | [ 11 ] [ 12 ]                                 |
| ヴァリオLF2R.E          | 機器流用車 (タトラK2)   | 片運転台                | 2車体連接車             | 43%                     | [ 11 ]                                        |
| ヴァリオLF2R.S          | 機器流用車 (タトラK2)   | 片運転台                | 2車体連接車             | 43%                     | [ 11 ]                                        |
| ヴァリオLF2/2 IN        | 新造車                  | 両運転台                | 2車体連接車             | 43%                     | [ 16 ]                                        |
| ヴァリオLF2 プラス      | 新造車                  | 片運転台                | 2車体連接車             | 43%                     | ヴァリオLF2から高床部分の床面高さを下げた形式 |
| ヴァリオLF3             | 新造車                  | 片運転台                | 3車体連接車             | 50%                     | [ 11 ] [ 18 ] [ 12 ] [ 19 ]                   |
| ヴァリオLF3/2           | 新造車                  | 両運転台                | 3車体連接車             | 50%                     | [ 11 ] [ 18 ] [ 20 ]                          |
| ヴァリオLF3 プラス      | 新造車                  | 片運転台                | 3車体連接車             | 50%                     | 計画のみ                                      |
| ヴァリオLF4             | 新造車                  | 片運転台                | 4車体連接車             | 61%                     | 計画のみ                                      |
| ヴァリオLF4 プラス      | 新造車                  | 片運転台                | 4車体連接車             | 61%                     | 計画のみ                                      |
| VV60LF                  | 新造車                  | なし(付随車)            | 単車(ボギー車)          | 60%                     | 乗降扉は右側面に設置                          |
| EVO1                    | 新造車                  | 片運転台                | 単車(ボギー車)          | 100%                    | [ 3 ] [ 24 ]                                  |
| EVO1/o                  | 新造車                  | 片運転台                | 単車(ボギー車)          | 100%                    | オロモウツ市電向け車両 乗降扉は両側面に存在   |
| EVO2                    | 新造車                  | 片運転台                | 2車体連接車             | 100%                    | [ 26 ]                                        |

## ギャラリー

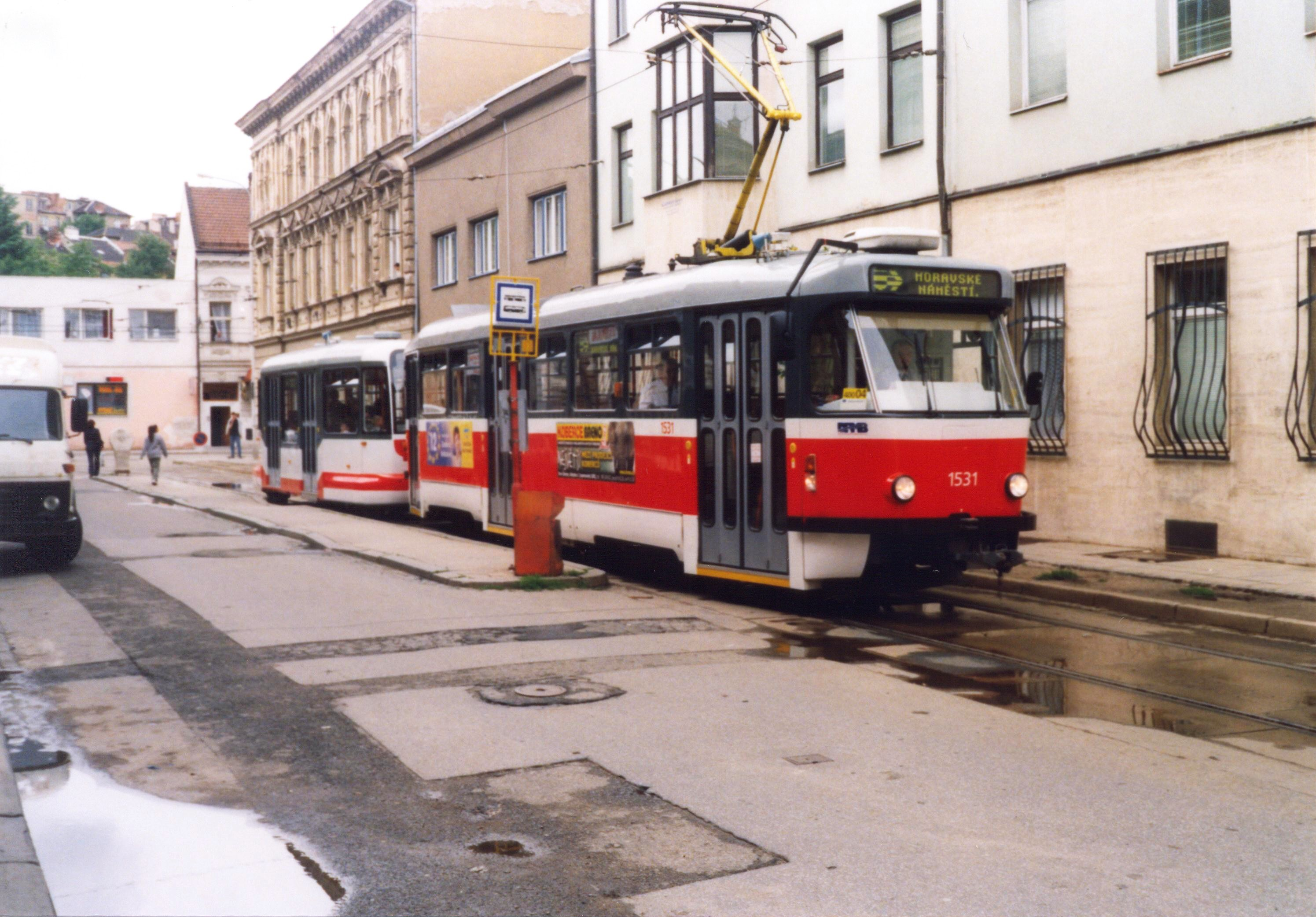
Tatra T3R.EV
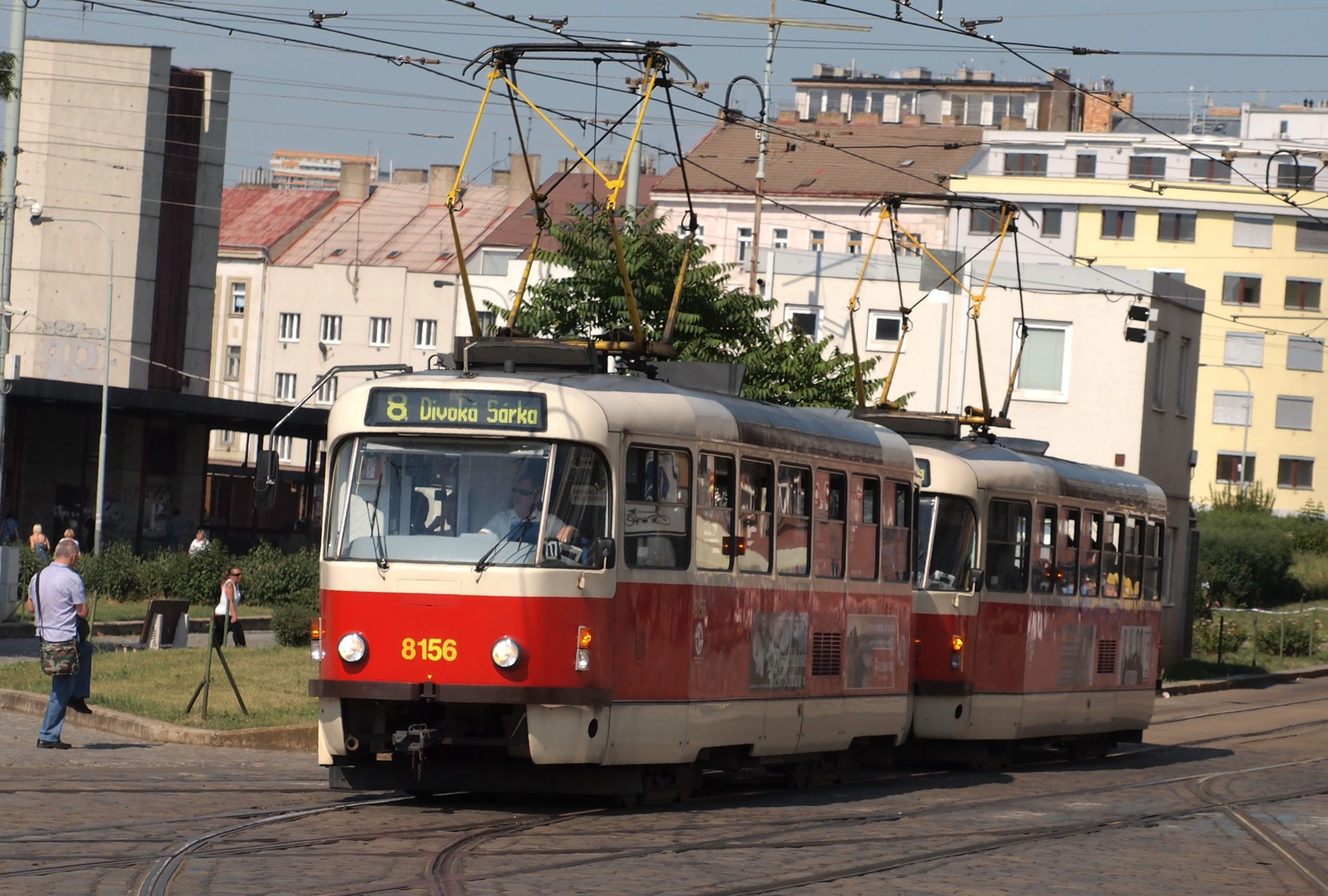
T3R.PV
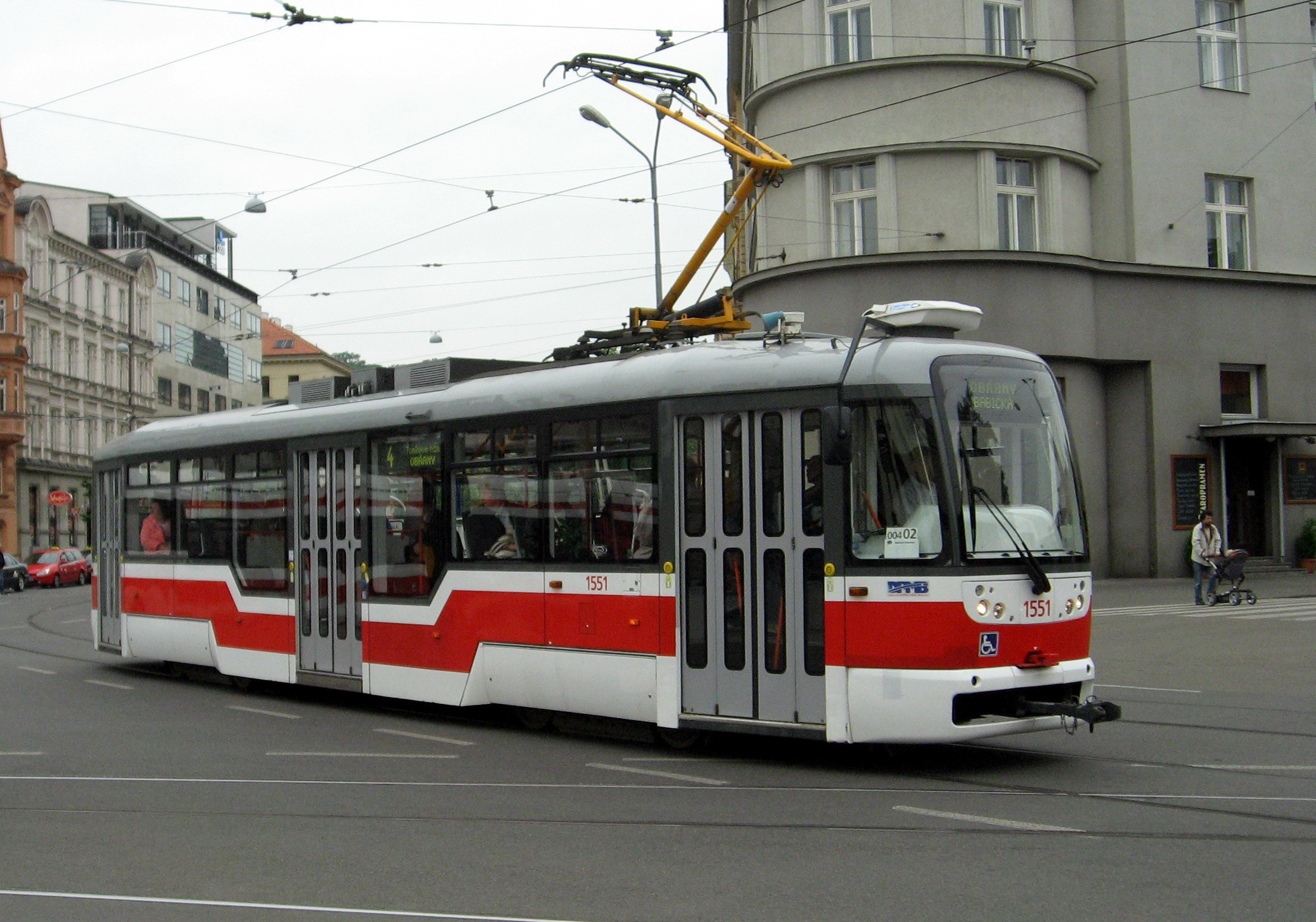
ヴァリオLF
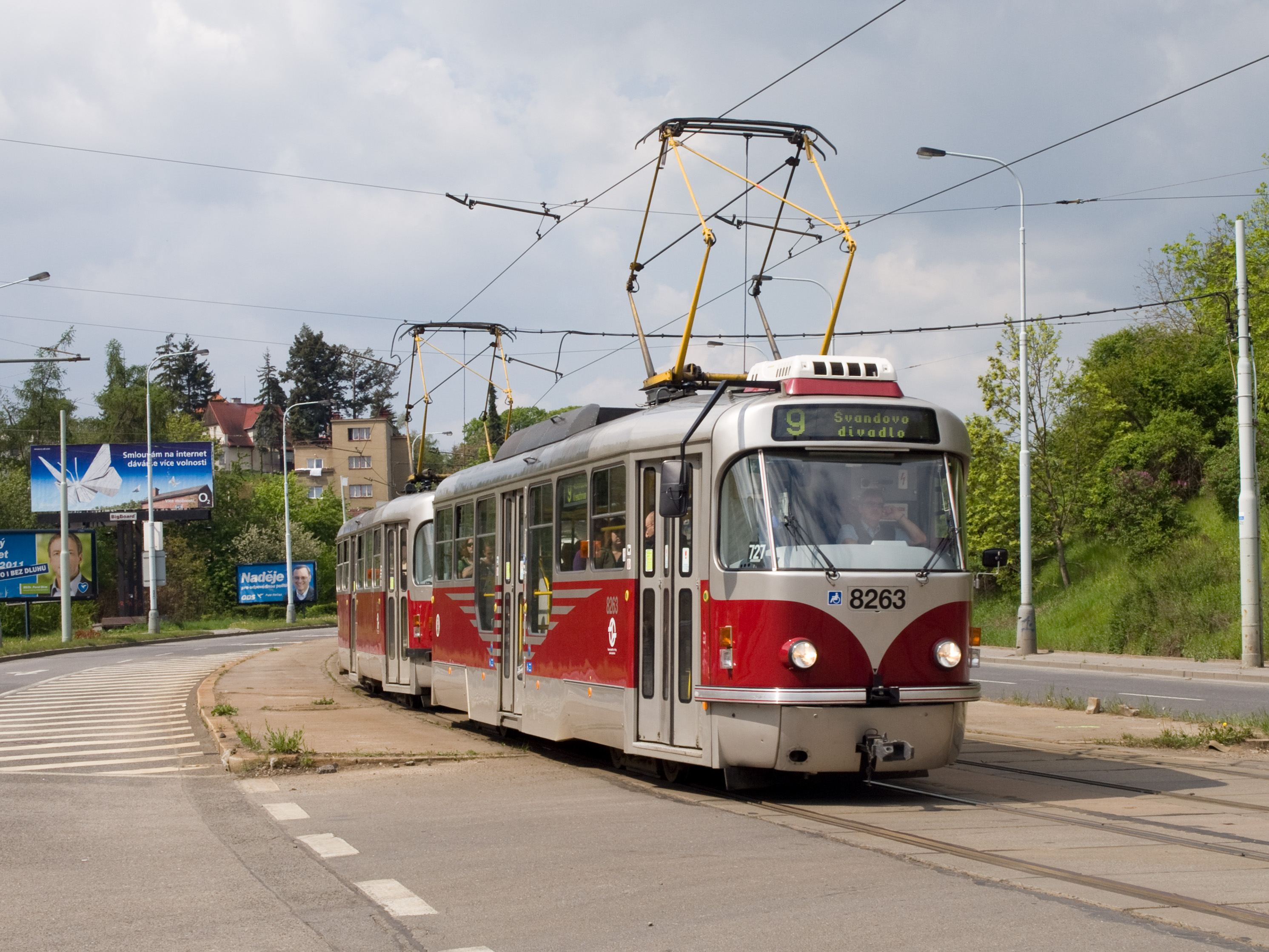
T3R.PLF
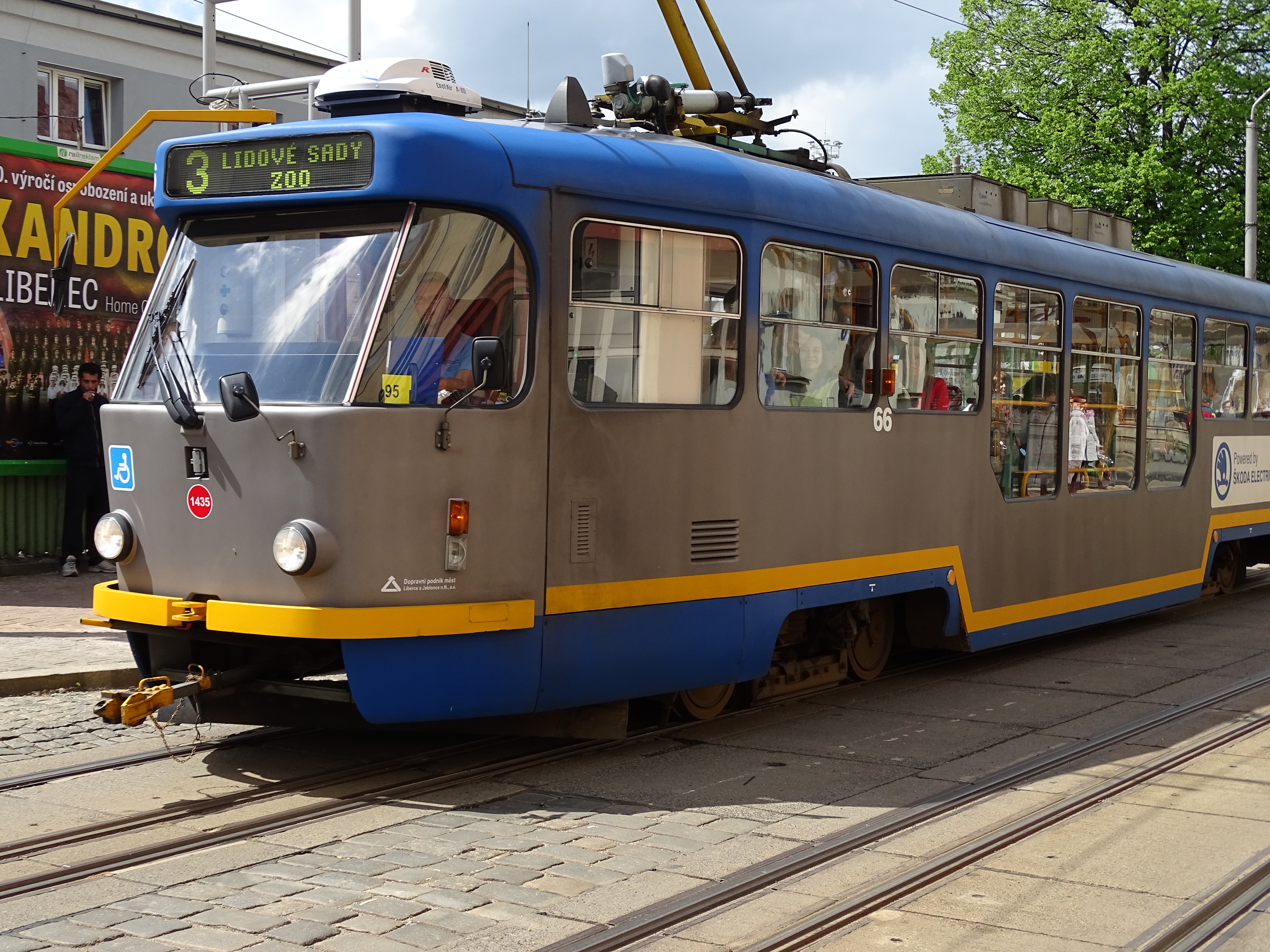
T3R.SLF
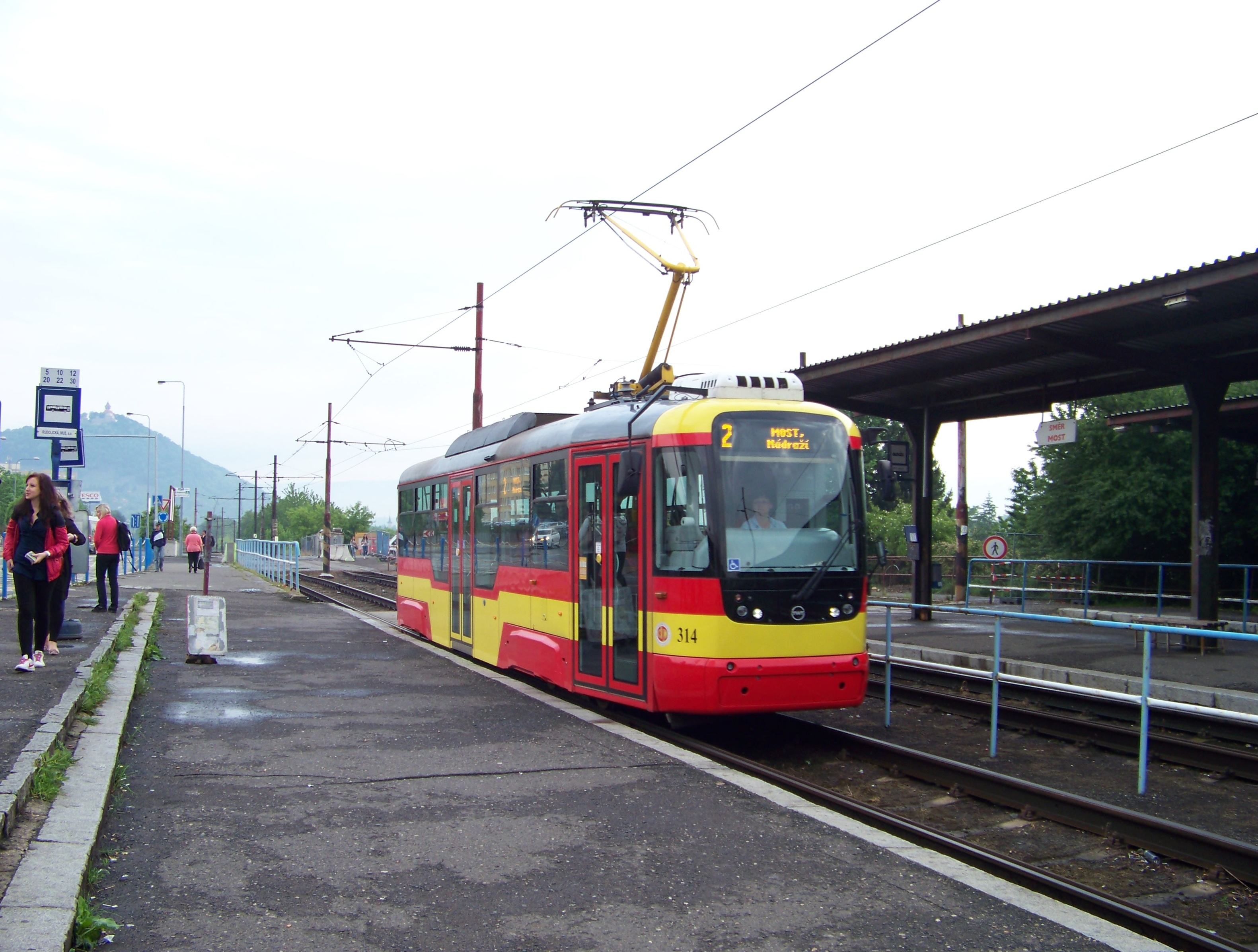
ヴァリオLF プラス
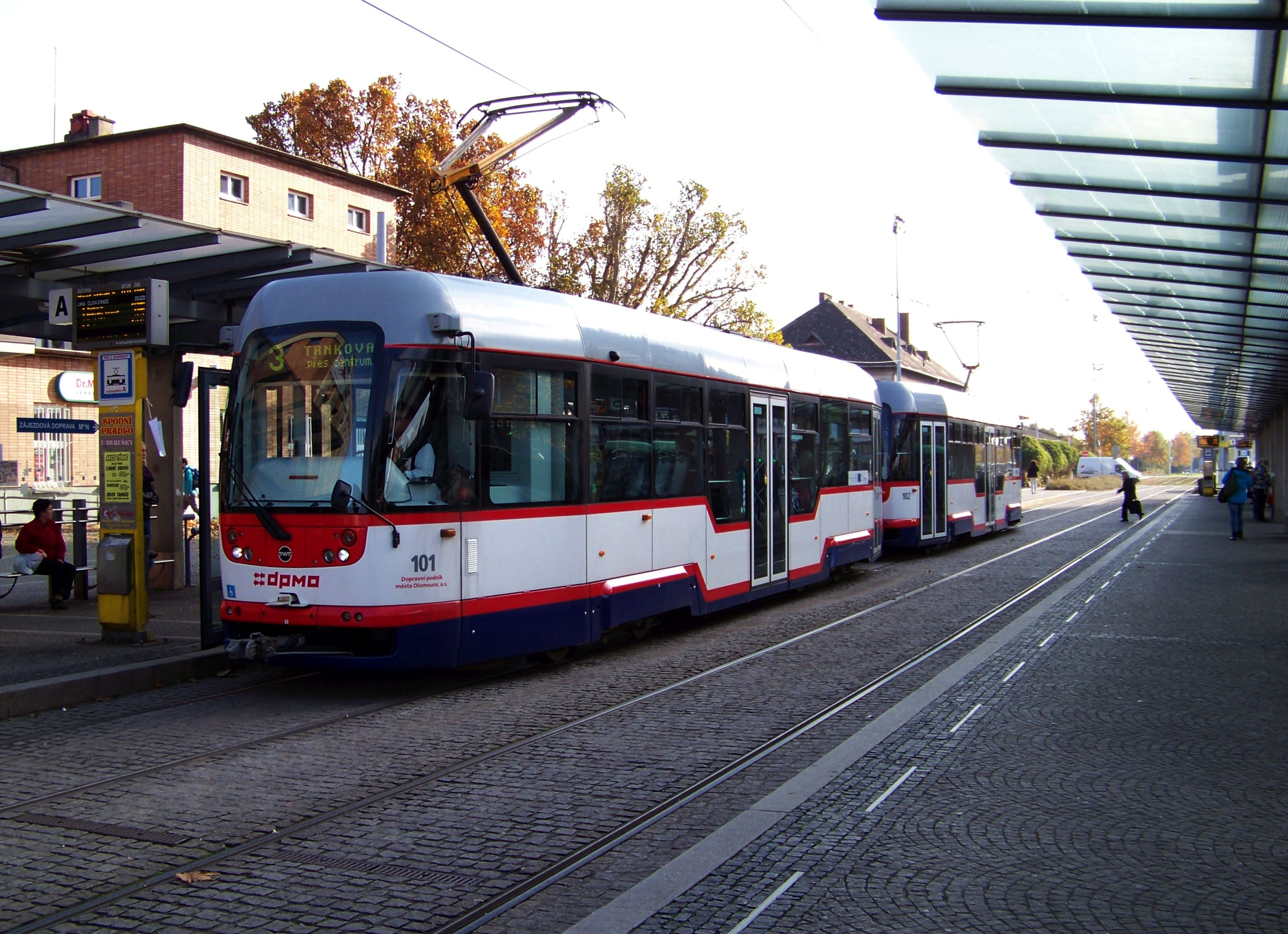
ヴァリオLF プラス/o
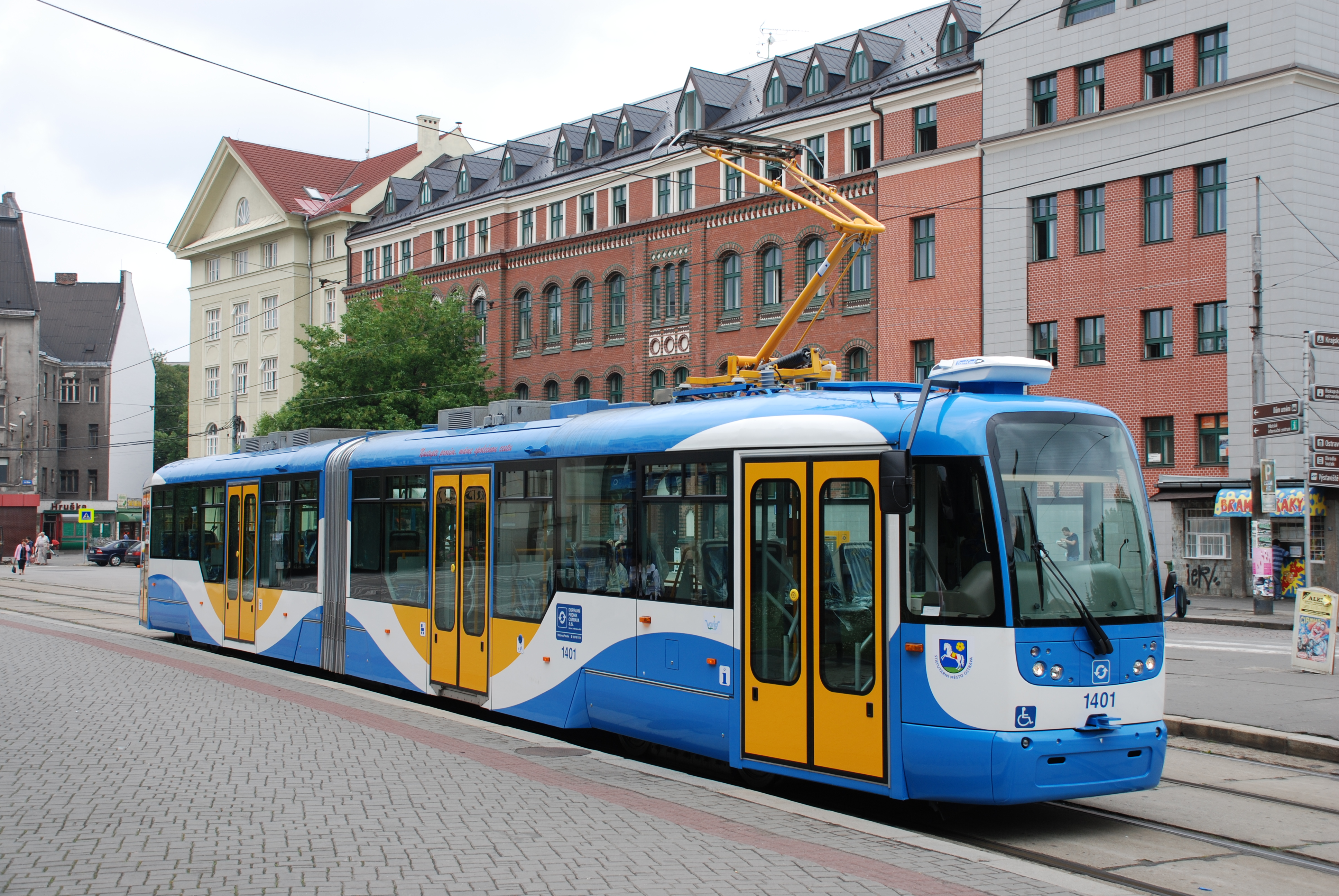
ヴァリオLF2
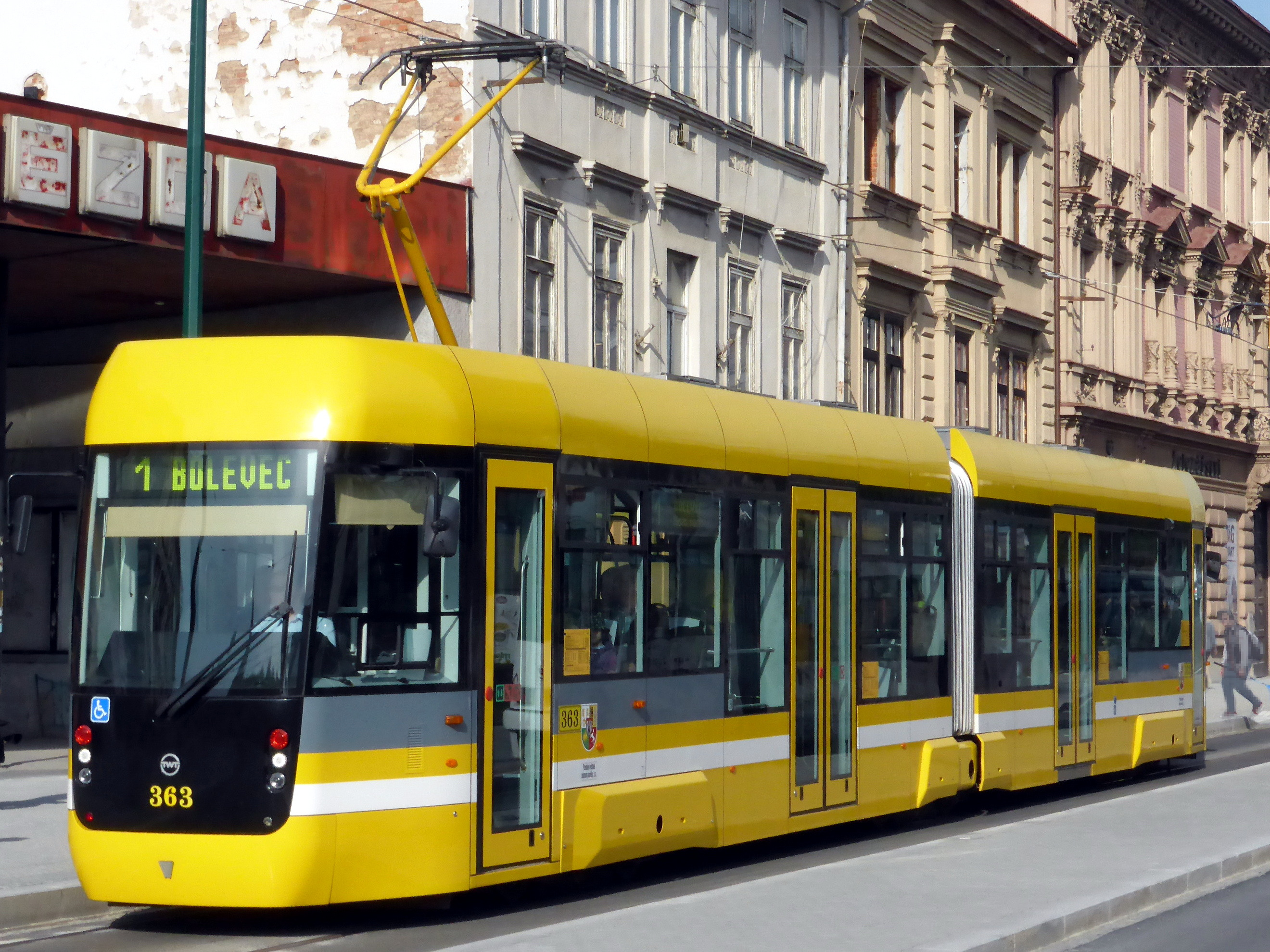
ヴァリオLF2/2 IN
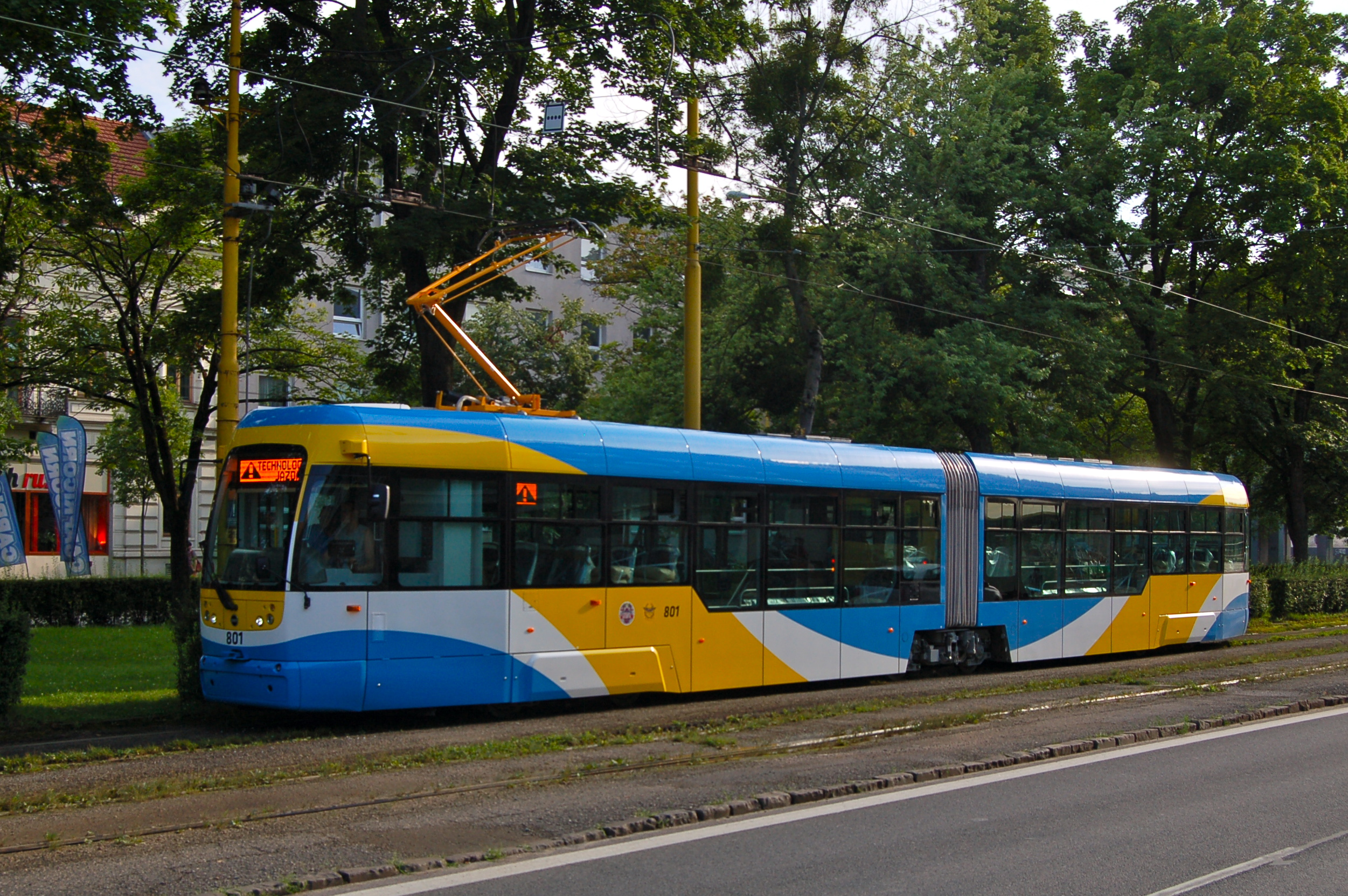
ヴァリオLF2 プラス
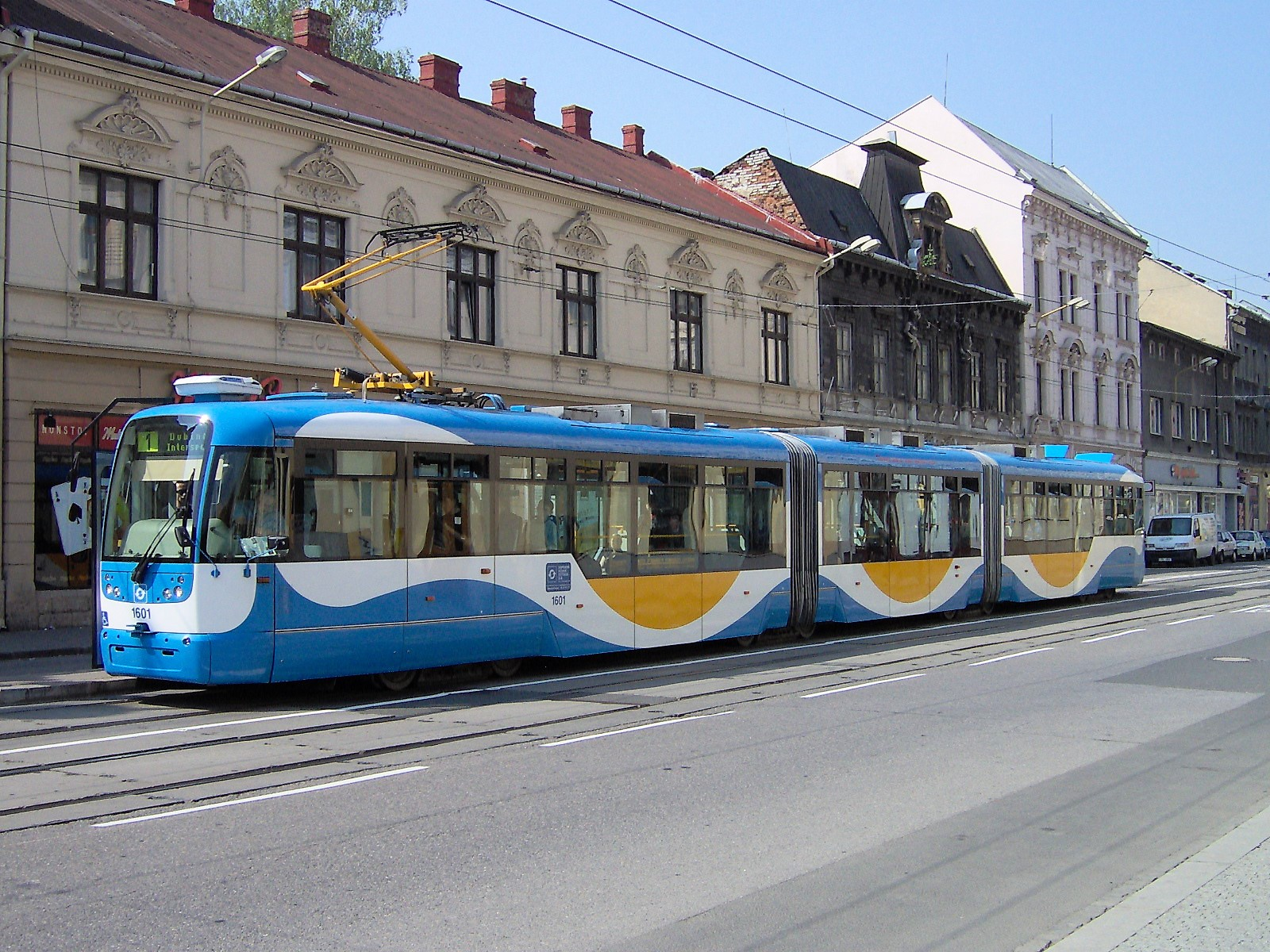
ヴァリオLF3
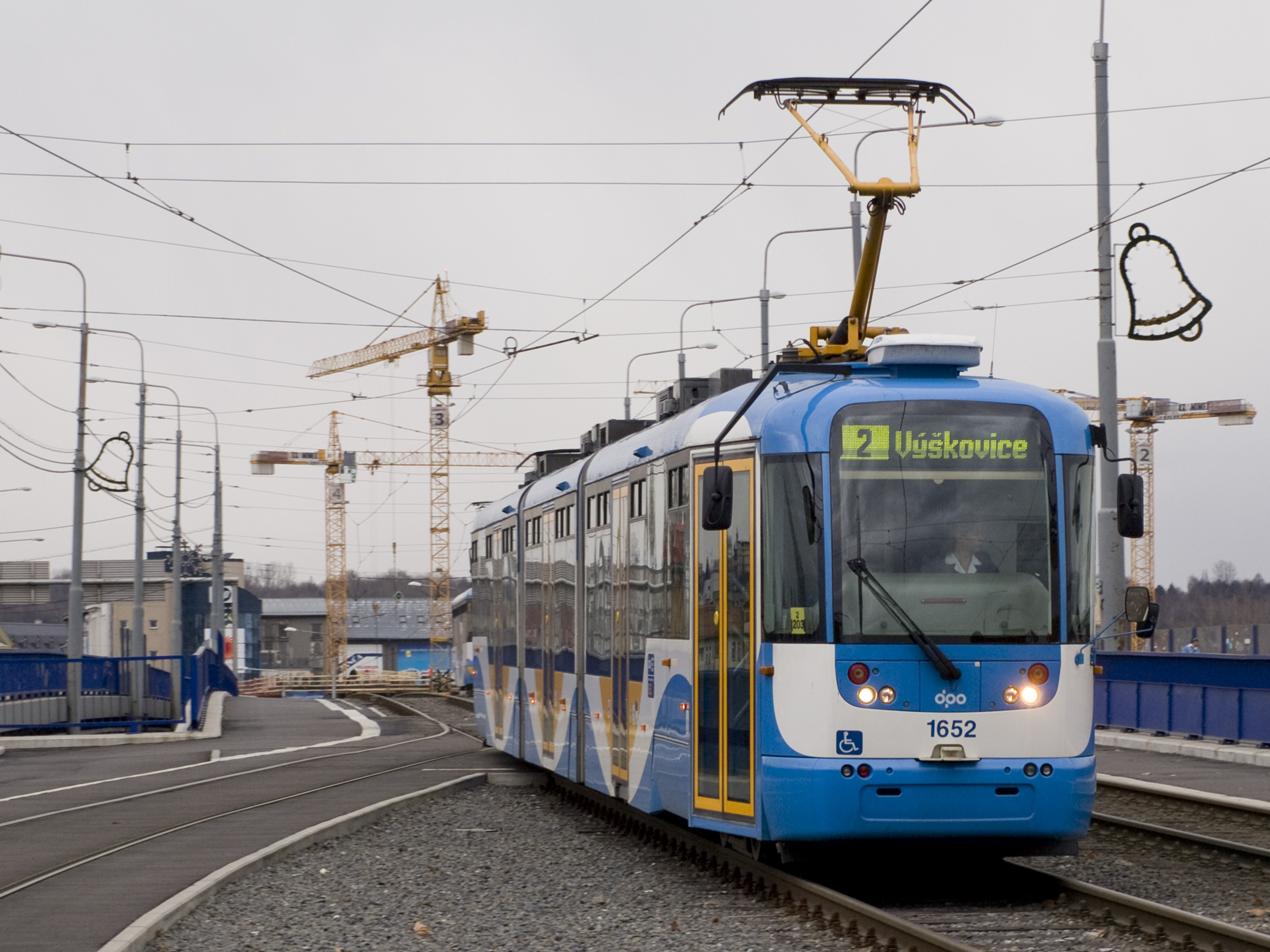
ヴァリオLF3/2
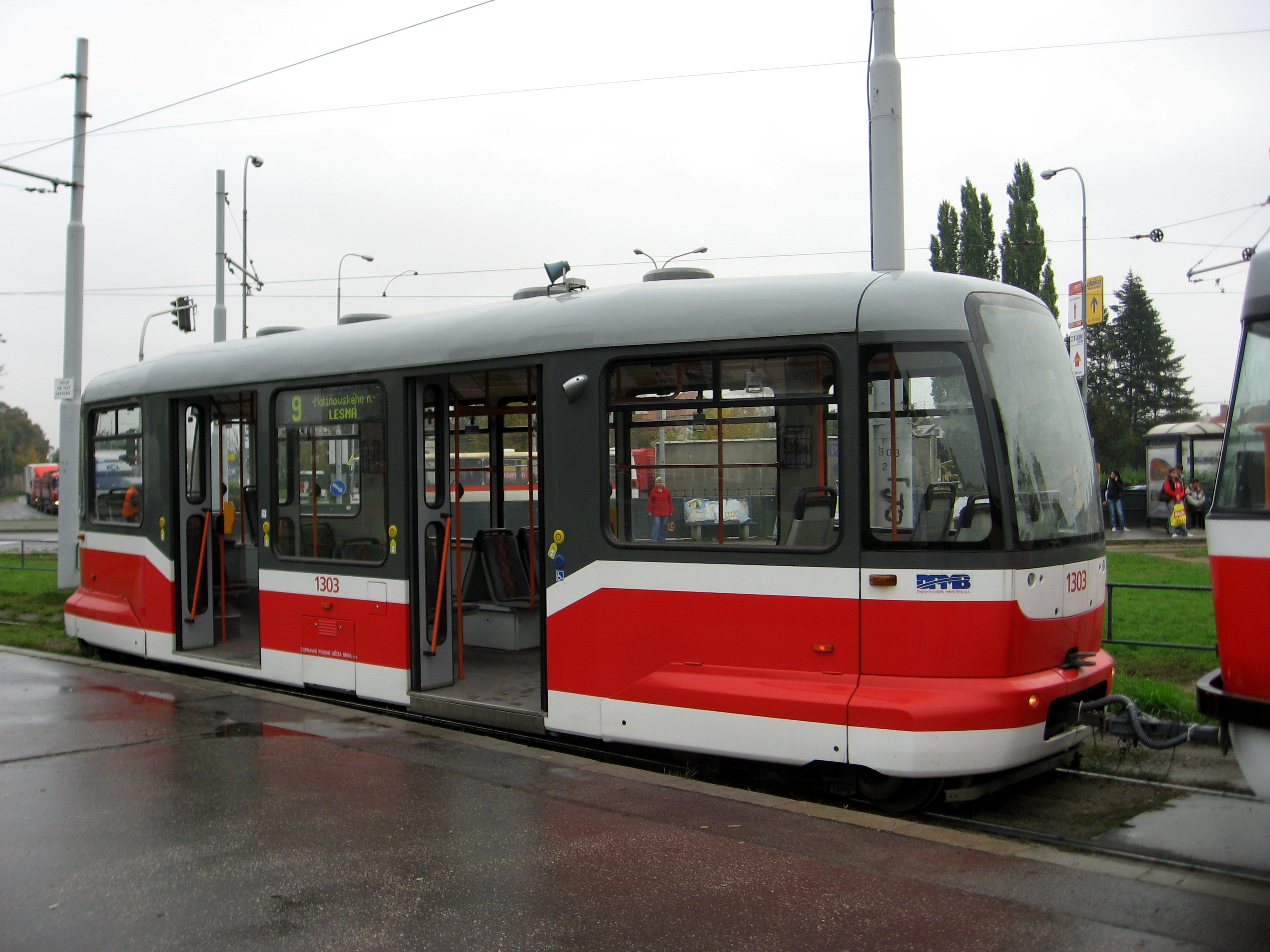
VV60LF
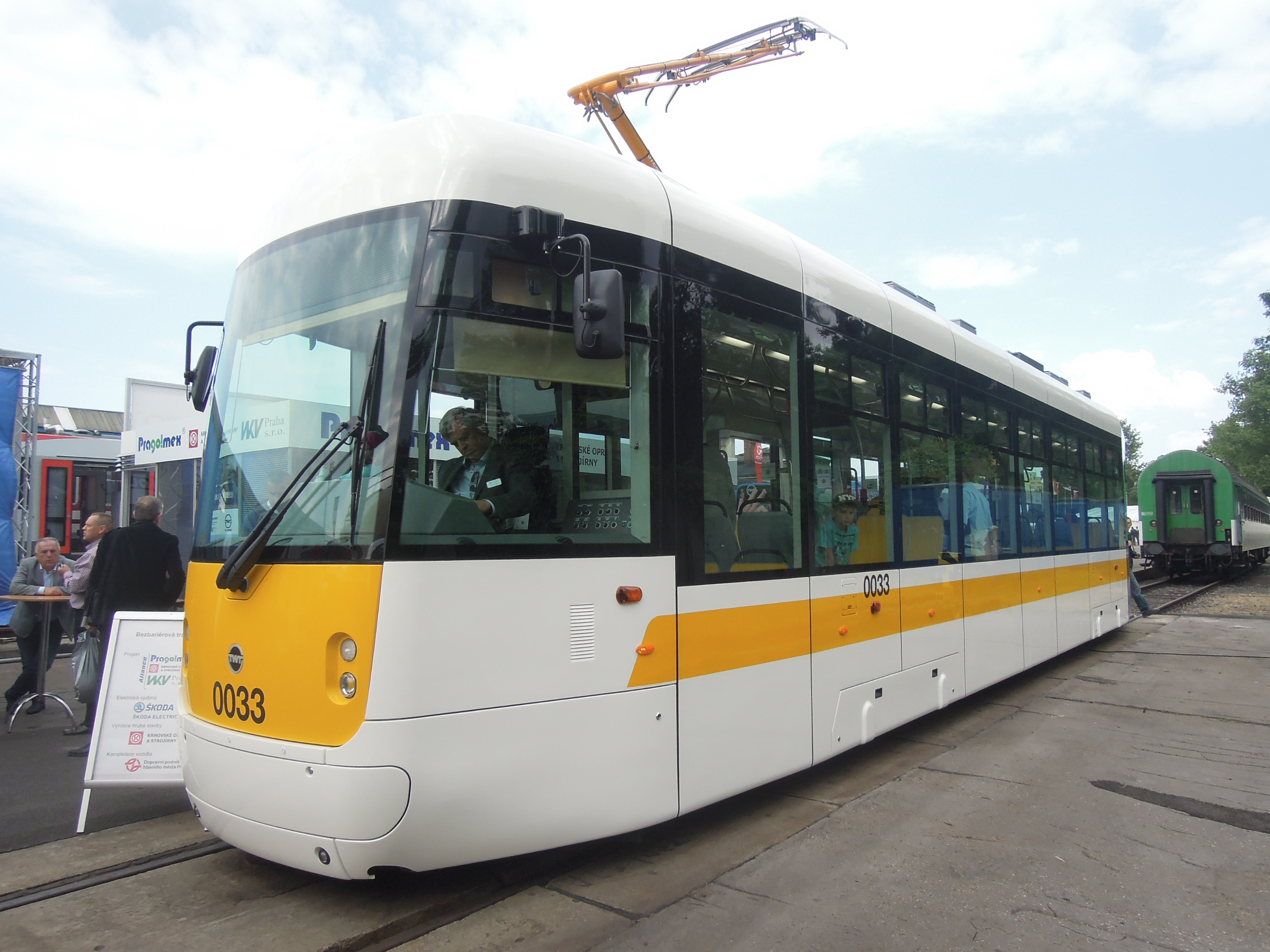
EVO1
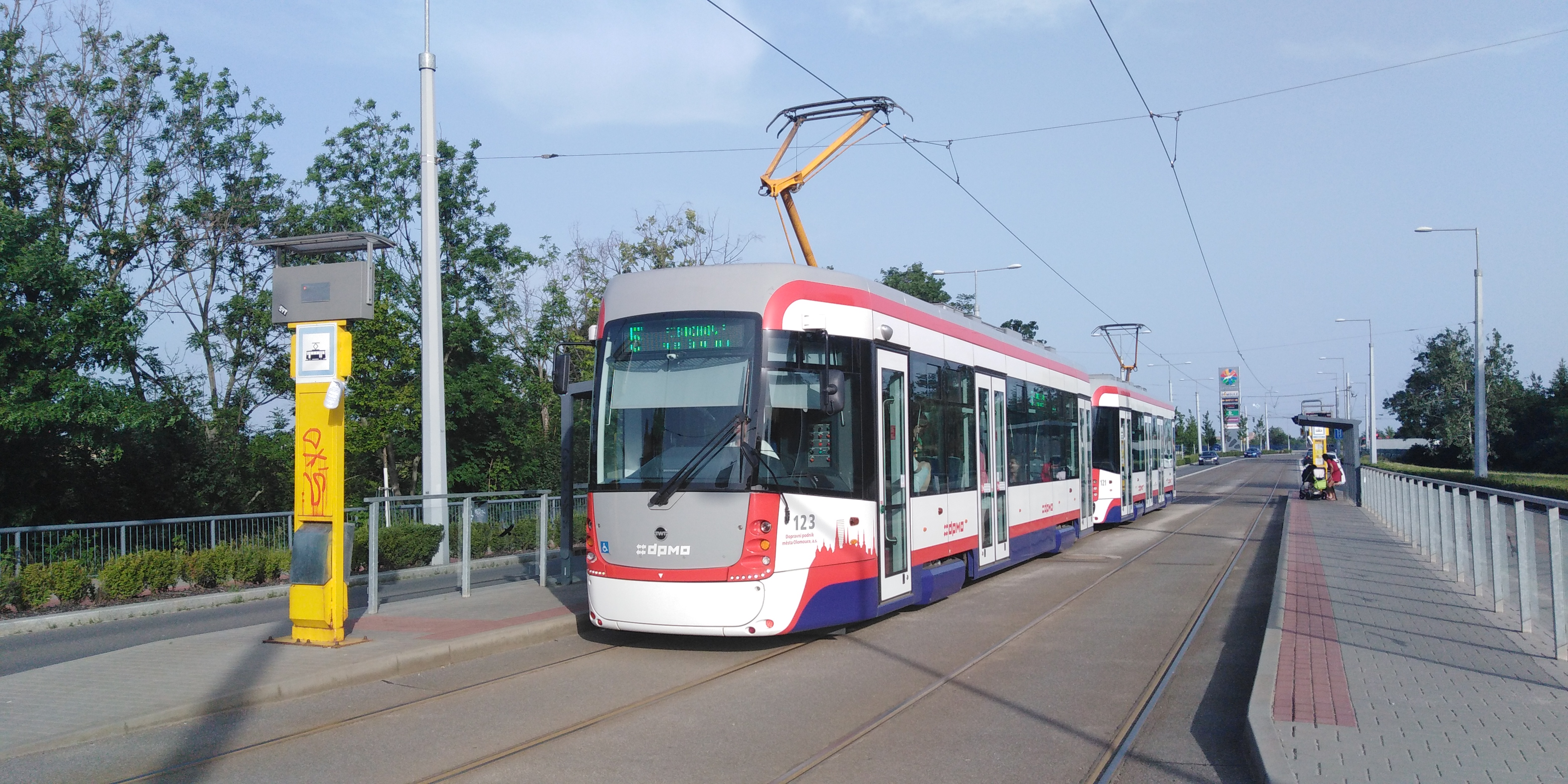
EVO1/o
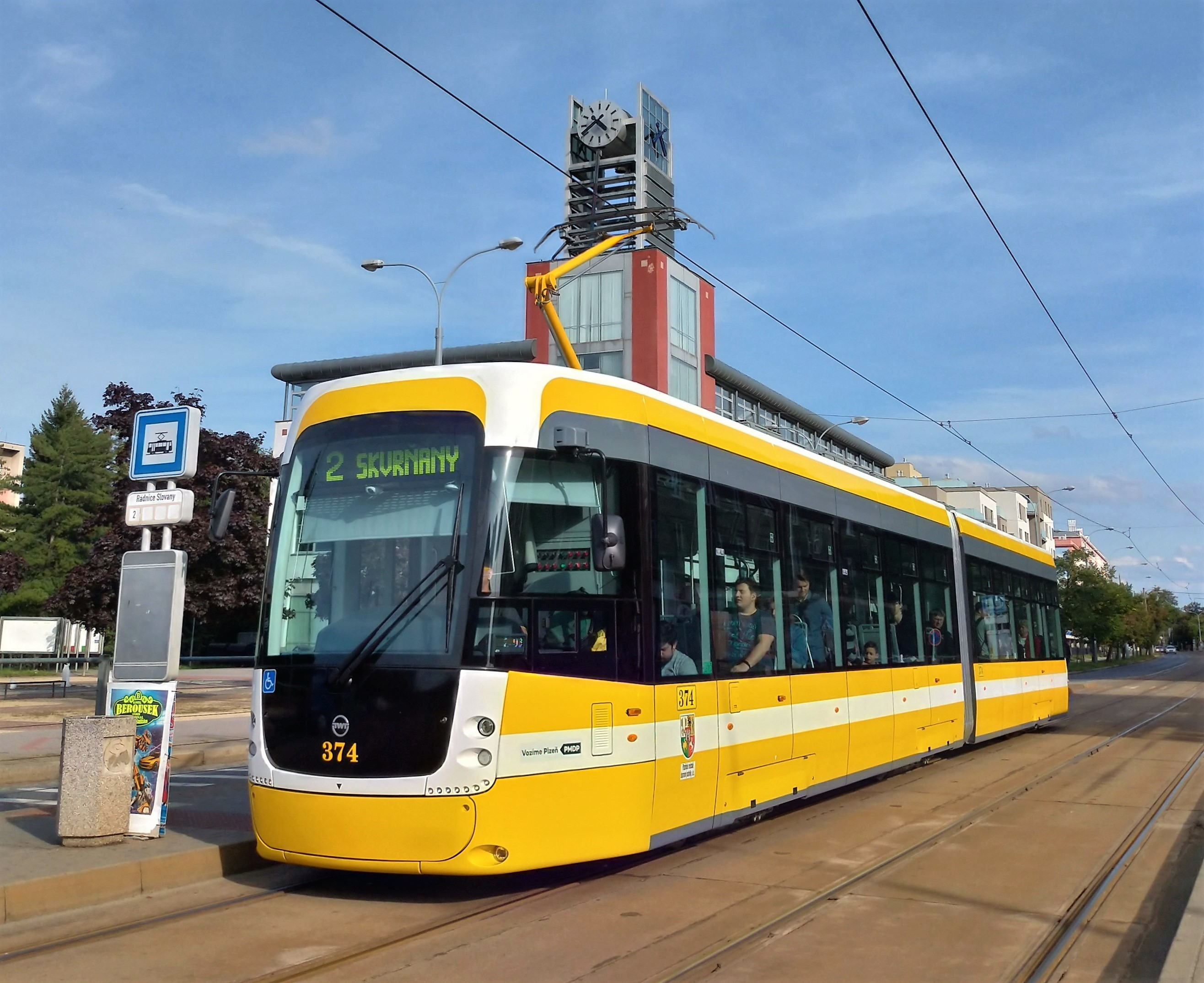
EVO2

## 参考資料
- 宇都宮浄人「海外のLRT事情・LRTをめざすチェコ ～路面電車製造の老舗の現状」『路面電車EX vol.13』、イカロス出版、2019年6月20日、107-113頁、ISBN 9784802206778。